# Comédie de Valence
La Comédie de Valence est le centre dramatique national Drôme-Ardèche basé à Valence en région Auvergne-Rhône-Alpes.

## Historique
Après avoir été créée en 1997 par l’acteur et metteur en scène Philippe Delaigue, rejoint en 2000 par le metteur en scène Christophe Perton en tant que codirecteur, La Comédie de Valence acquiert en 2001 le statut de Centre dramatique national. 
Les années suivantes voient la création de la Comédie itinérante, réseau de diffusion sur les territoires de Drôme et d’Ardèche, et la mise en place d’une troupe permanente de 2001 à 2009.
L’activité de La Comédie s’articule alors principalement autour d’un travail de création, construit à partir d’œuvres contemporaines ou de commandes à des auteurs francophones et étrangers, et en lien avec des artistes invités. Parallèlement, le CDN engage une politique ambitieuse de programmation de spectacles de théâtre et de danse, et un important projet d’actions culturelles pour un public de plus en plus nombreux et divers. 
De 2010 à 2019, La Comédie est dirigée par le comédien et metteur en scène Richard Brunel. Il s'entoure d'un collectif d’artistes engagés dans des créations et porteurs de projet, poursuit le déploiement de la Comédie itinérante avec une soixantaine de lieux décentralisés, développe les actions d'éducation artistique et donne une grande visibilité aux créations et productions du CDN en tournée en France et en Europe.  
En janvier 2020, Marc Lainé prend la direction de La Comédie de Valence avec l'objectif d’en faire un lieu majeur pour la création théâtrale transdisciplinaire.

## Scènes
Deux scènes sont réunies sous la bannière de la Comédie de Valence : 
- La Comédie, localisée place Charles-Huguenel à Valence. La capacité de la salle est de 880 places.
- La Fabrique, localisée 78 avenue Maurice-Faure avec une salle de 120 places.

La Ville de Valence offre à la Comédie de Valence, pour des créations et certaines représentations, la possibilité de bénéficier ponctuellement du  Théâtre de la Ville de Valence, localisé place de l'Hôtel-de-Ville. C'est un théâtre à l'italienne rénové, disposant de 390 places, d'une salle de répétition et d'un studio de danse.

## Direction
- 1997-2006 : Philippe Delaigue
- 2001-2009 : Christophe Perton
- 2010-2019 : Richard Brunel
- depuis janvier 2020 : Marc Lainé

## Identité visuelle
De 2010 à 2019 l'identité visuelle du Centre dramatique est choisie en collaboration avec le collectif graphique Kolle Bolle. Elle est axée sur une imagerie décalée, s'inspirant des codes du théâtre,.